# Murray-Sunset-Nationalpark
Der Murray-Sunset Nationalpark ist mit einer Fläche von 6.330 Quadratkilometern der zweitgrößte Nationalpark von Victoria, Australien und liegt etwa 450 Kilometer nordwestlich von Melbourne. Im Norden wird der Park vom Murray River begrenzt, von dem er seinen Namen erhielt, im Westen endet der Park an der Grenze zu Südaustralien.
Der Park wurde 1991 geschaffen, nachdem bis zu diesem Zeitpunkt rund 65 % der ursprünglichen Vegetation abgeholzt worden waren. 1999 erfolgte eine Erweiterung, als der Park mit dem Pink Lakes Nationalpark verbunden wurde.

## Flora und Fauna

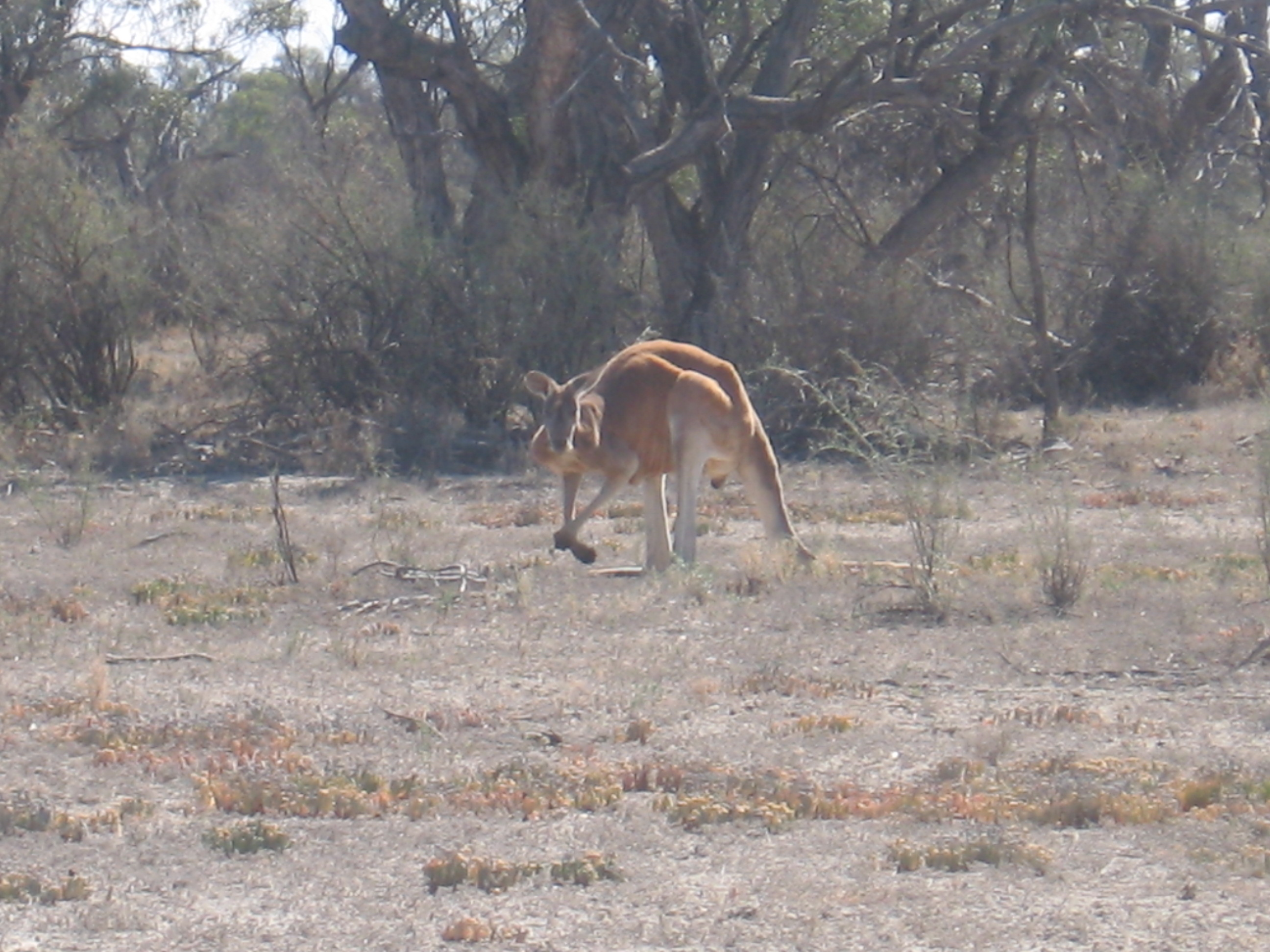
Männliches Rotes Riesenkänguru im Murray Sunset NP

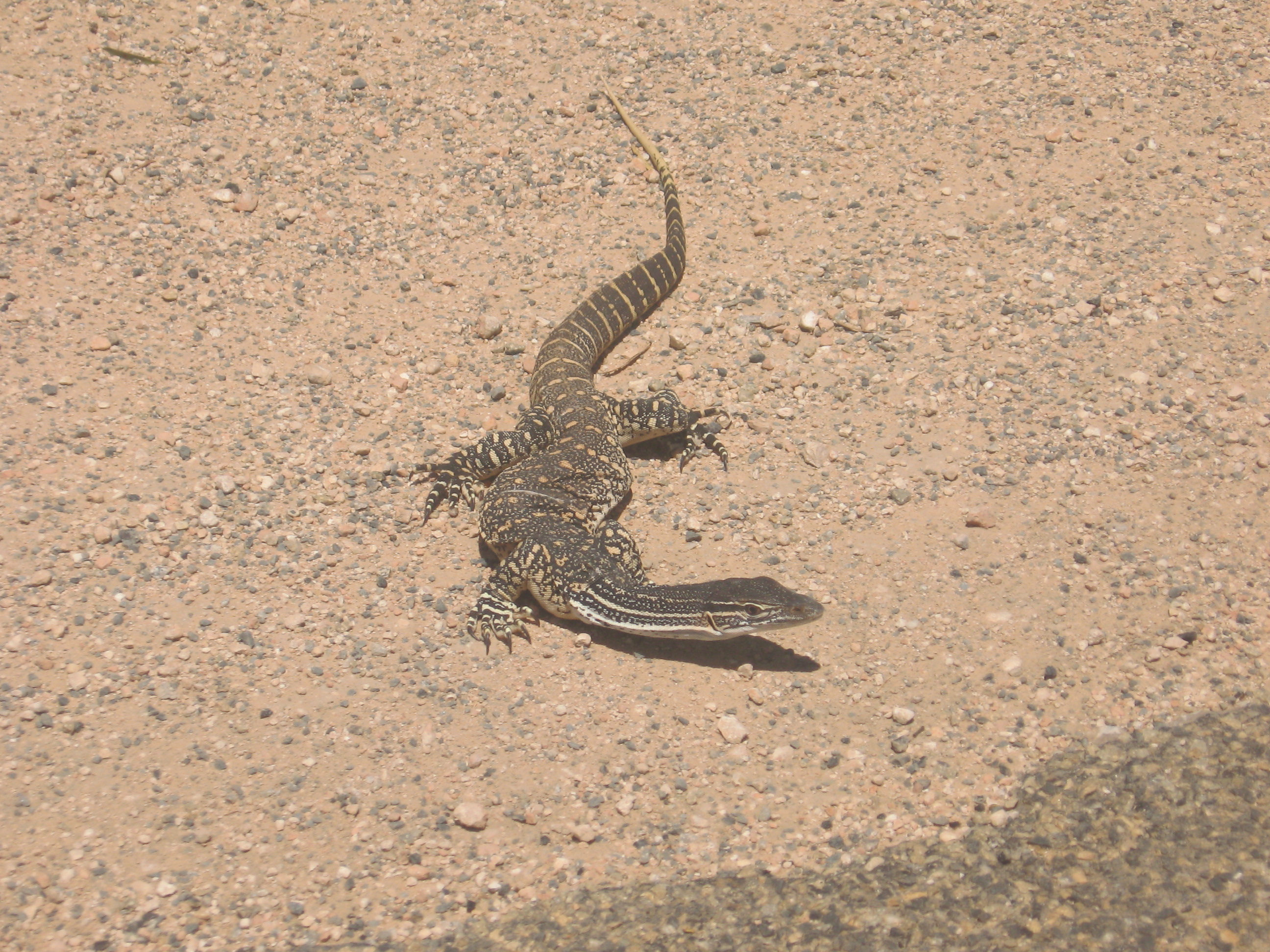
Waran im Murray Sunset NP

Die Vegetation des Murray Sunset ist vor allem von Mallee-Bewuchs geprägt. Mallees sind Eukalyptus-Arten, die aufgrund ihres niedrigen, vielstämmigen Wuchses oft für Büsche gehalten werden, tatsächlich aber an arides Klima gut angepasste Bäume sind. Ausgedehnte Wiesenflächen mit Stipa spartea („Porcupine grass“), einem harten Pfriemengras, sind ebenso typisch für die Region. Im Frühjahr präsentiert der Park zahlreiche Blütenpflanzen, darunter die Murray-Lilie (Crinium flaccidum), mit einem Blütendurchmesser von bis zu 15 Zentimetern eine der größten Blumen Australiens.
Buschfeuer sind im Sommer häufig und notwendig für die Entwicklung der Vegetation. In den letzten Jahren häufen sich jedoch aufgrund von Dürre große Buschbrände im Park, die teilweise Hunderte von Hektar umfassen und die Habitate der seltenen Vogelarten bedrohen, für die der Murray Sunset besonders bekannt ist. Der Malleeborstenschwanz (Stipiturus mallee, engl.: Mallee Emuwren) hat hier eines seiner letzten Rückzugsgebiete, ebenso der Mallee-Schwatzvogel (Manorina melanotis, engl.: Black-eared miner), eine Bienenfresser-Art, die hier im Jahr 2000 angesiedelt wurde. Ein weniger seltener, aber charakteristischer und interessanter Vogel des Parks ist das Thermometerhuhn (Leipoa ocellata, engl.: Malleefowl). Keilschwanzadler (Aquila audax) und Emus zählen zu den auffälligsten Großvögeln des Parks.
Reptilien sind im Park zahlreich, verschiedene Arten von Bartagamen und Waranen sind häufig zu beobachten.
Der Murray Sunset National Park ist eine der wenigen Gegenden Victorias, in denen, neben anderen Känguru-Arten, auch Rote Riesenkängurus (Macropus rufus) zahlreich vorkommen. Die Populationen sind so groß, dass von Farmern der Region Forderungen nach einer stärkeren Dezimierung der Herden laut werden.
Wie in weiten Teilen Australiens sind auch im Murray Sunset National Park von Europäern eingeschleppte Tierarten, zum Beispiel Füchse oder verwilderte Haustiere, eine Bedrohung für das ökologische System. Aus diesem Grund werden im Park seit 2003 immer wieder die Bestände eingewanderter Arten gekeult, oft unentgeltlich durch private Jäger und Sportschützen. Von 2003 bis 2006 wurde allein 500 wilde Ziegen erlegt.

## Pink Lakes

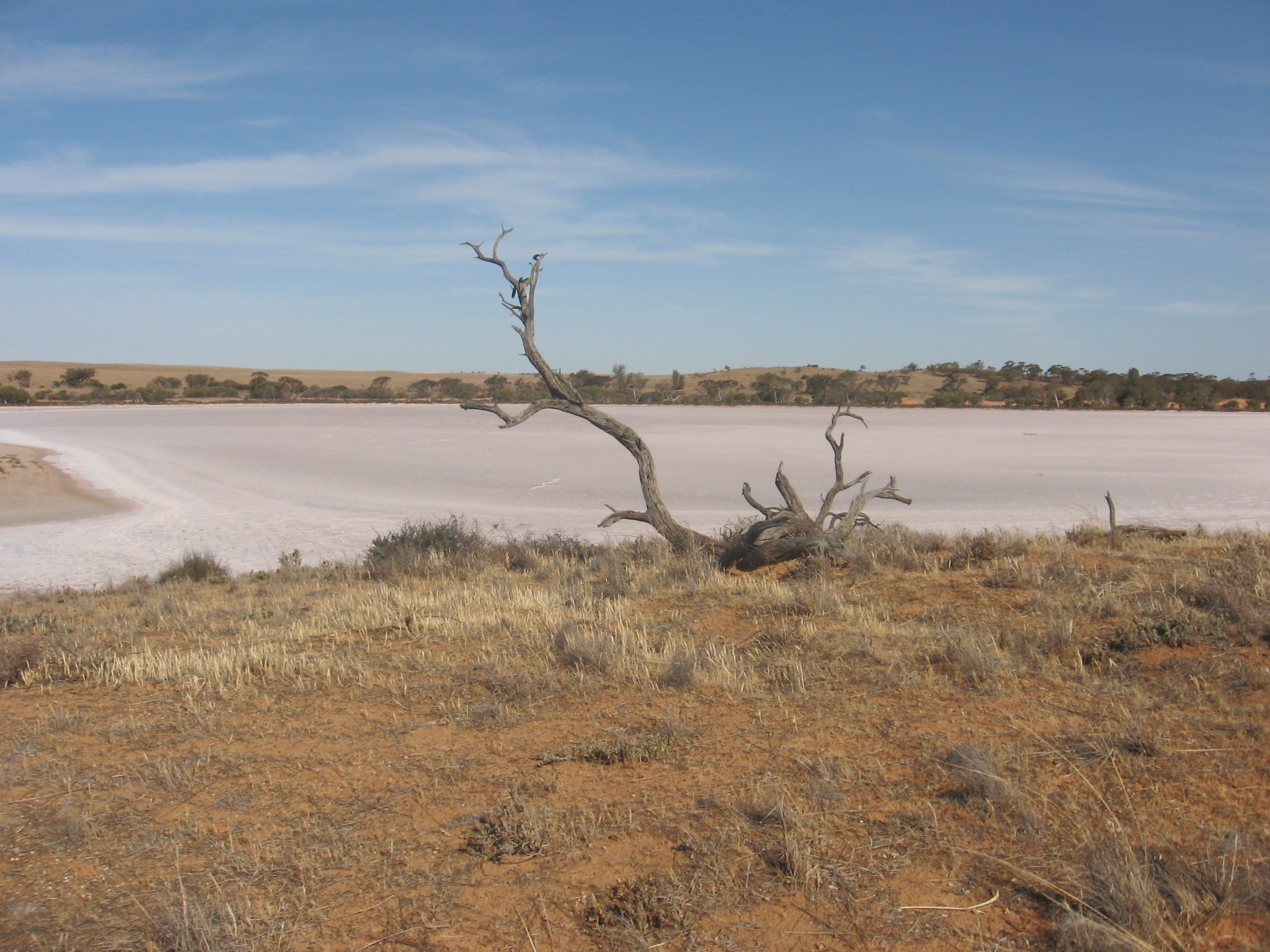
Pink Lakes Mitte des Sommers (Dezember)

Die Pink Lakes im äußersten Süden des Murray Sunset sind vier Seen, die durch salzhaltiges Grundwasser gespeist werden. Die Seen trocknen im semi-ariden Klima des Parks in den Sommermonaten durch Verdunstung aus und sind dann teilweise oder vollständig von einer Salzschicht bedeckt. Die Seen erhalten ihren Namen von der charakteristisch Färbung dieser Schicht, die entsteht, wenn in den Seen ansässige Algen (Dunaliella salina) bei steigendem Salzgehalt zunehmend Beta-Carotine absondern. Am deutlichsten tritt die Färbung Ende des Sommers bei bewölktem Himmel oder in der Dämmerung zu Tage, im hellen Sonnenlicht erscheint die Salzkruste der Seen sonst eher weiß und weniger gefärbt.
Das Salz der Seen wurde ab 1916 kommerziell genutzt und zunächst mit Kamelen abtransportiert. Später erfolgte der Transport über eine Eisenbahnstrecke in die Siedlung Linga, die jedoch nach dem Ende des Abbaus 1975 verfiel.

## Lindsay Island

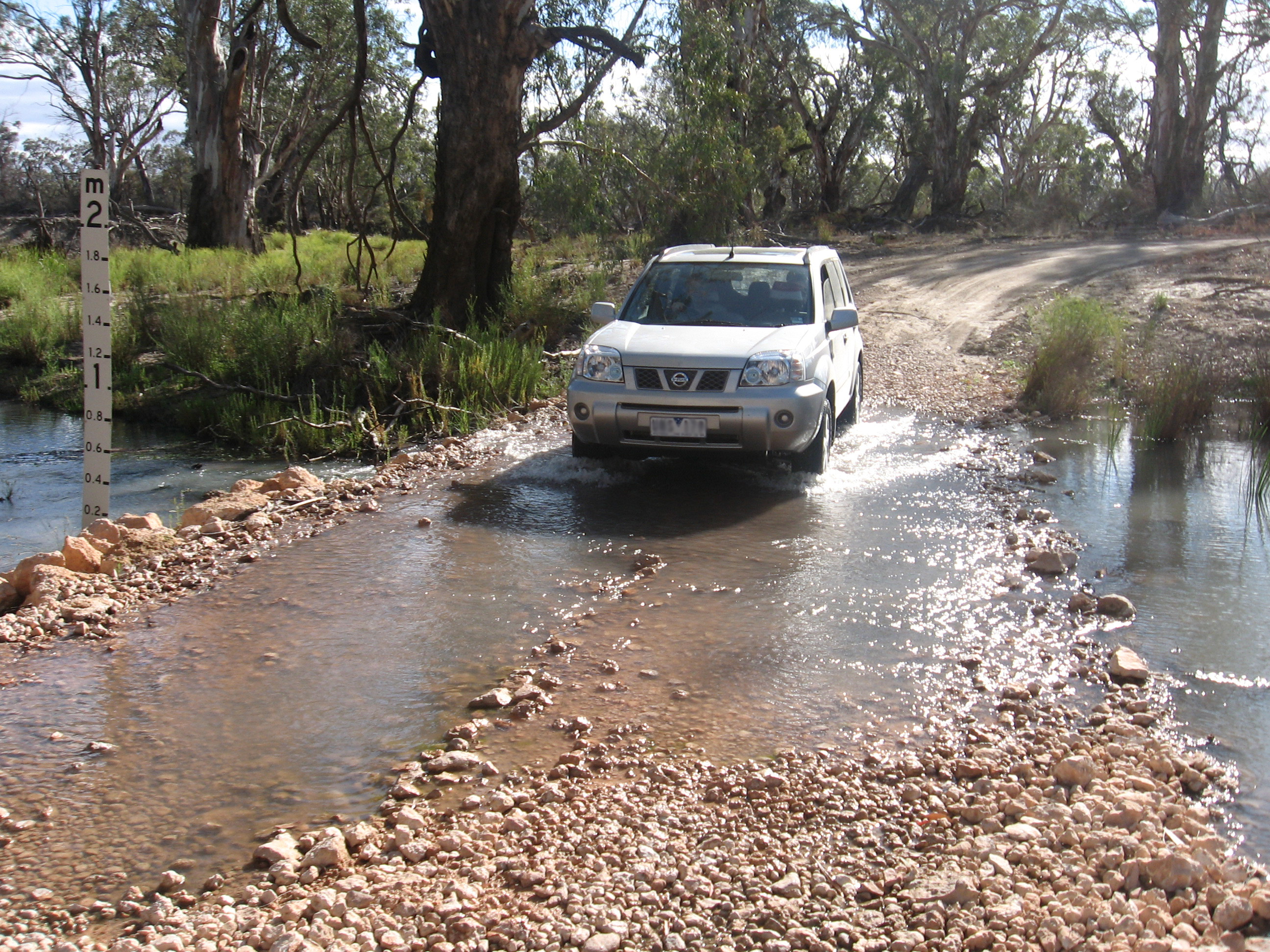
Furt im Gebiet von Lindsay Island

Die Gegend um Lindsay Island unterscheidet sich durch die Nähe zum Murray River als Überschwemmungsgebiet mit lehmigen Böden erheblich von den zentralen und südlichen Teilen des Parks mit trockenen Sandböden. Zahlreiche Wasserläufe durchziehen das Gebiet, von denen viele in den Sommermonaten zu Billabongs austrocknen.
Die Vegetation setzt sich aus anderen Eukalyptus-Arten mit höherem Wasserbedarf zusammen, ist höher und dichter und bietet Papageien-Arten Brutstätten. Wasservögel wie Pelikane und Reiher sind zahlreich, auch die größten Känguru-Populationen finden sich in diesen nördlichen Gebieten des Parks.

## Verkehrsanbindung

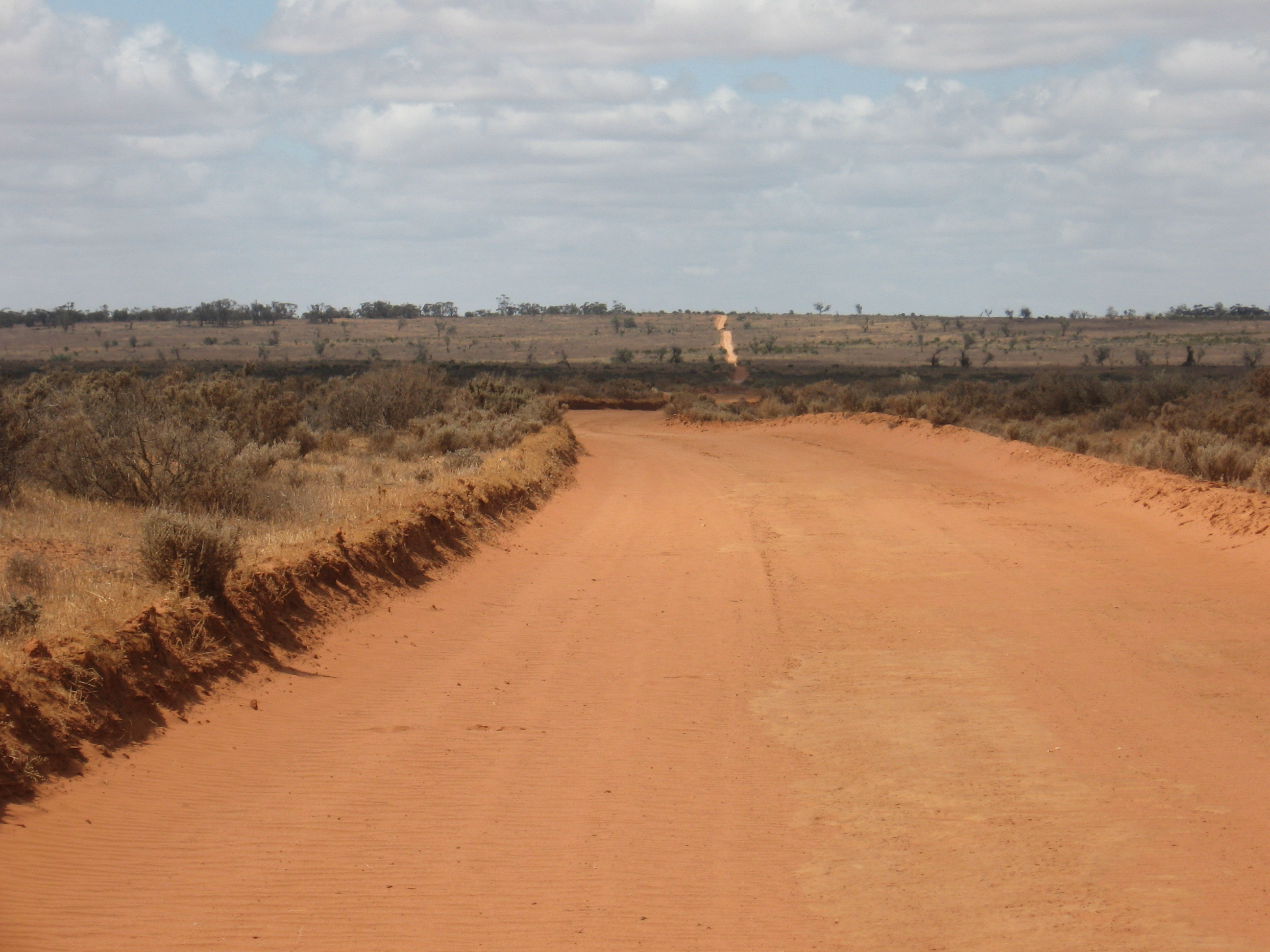
Piste nahe Pink Lakes

Die Randbereiche des Parks verfügen über eine gute Verkehrsanbindung und sind bei trockenem Wetter für PKW gut erreichbar. Im Süden verläuft der Mallee Highway parallel zur Parkgrenze, bis zu den Pink Lakes führt eine teils sandige, aber gut ausgebaute Piste. Im Osten touchiert der Calder Highway das Parkgebiet, der nördliche Teil kann über den Sturt Highway erreicht werden, wobei das Gebiet um Lindsay Island jedoch nur bei sehr trockener Witterung ohne geländegängiges Fahrzeug erreichbar ist. Bei Regenfällen kann der Rückweg unter Umständen schnell unpassierbar werden. Die zentralen Gebiete des Parks sind nur mit 4WD auf teils tiefsandigen Pisten erreichbar. Insbesondere eine Durchquerung der Murray Sunset Wilderness Area westlich des Underbool track sollte nur mit geeigneten Fahrzeugen und guter Ausrüstung versucht werden, da die abgelegene Gegend selbst für erfahrene Buschgänger nicht ungefährlich ist.
In vielen Teilen des Parks ist keine Kommunikation mit Mobiltelefonen möglich.